# 卡松蓋
11°50′S 15°0′E / 11.833°S 15.000°E
卡松蓋（葡萄牙語：Cassongue），是安哥拉的城鎮，位於該國西部，由南廣薩省負責管轄，南鄰巴隆博，面積6,500平方公里，2006年該城鎮人口116,710，人口密度每平方公里18人。